# 八木詠美
八木 詠美（やぎ えみ、英語: Emi Yagi、1988年 - ）は、日本の小説家。長野県生まれ。東京都在住。早稲田大学文化構想学部卒業。出版社勤務。

## 経歴
2020年、偽装妊娠する女性を描いた「空芯手帳」で第36回太宰治賞を受賞してデビュー。同作は世界24カ国語で翻訳され、英訳版の“Diary of a Void”が『ザ・ニューヨーカー』の“The Best Books of 2022”に取り上げられるなど高い評価を得る。
2024年、『休館日の彼女たち』で第12回河合隼雄物語賞受賞。

## 作品リスト

### 単行本
- 『空芯手帳』（2020年12月 筑摩書房 / 2023年3月 ちくま文庫）
  - 初出:『太宰治賞2020』
- 『休館日の彼女たち』（2023年3月 筑摩書房）

### 単行本未収録

#### 小説
- 「私はロボットではありません」 - 『ちくま』2022年12月号
- 「いちご泥棒」 - 『ちくま』2023年9月号 - 11月号
- 「彼ら」 - 『ちくま』2024年4月号
- 「プリーズ・フォロー・ミー」 - 『文藝』2024年秋季号
- 「ターミナル2のウェンディ」 - 『ちくま』2024年7月号 - 10月号
- 「ガマズミの花」 - 『GOAT』第1号（2024年11月）
- 「女優S」 - 『ちくま』2025年6月号から連載
- 「三名一体」 - 『新潮』2025年9月号

#### エッセイ・書評
- 「ネタバレ巡回」 - 『文學界』2021年3月号
- 「暗号の楽園」[4] - 『ちくま』2023年3月号
- 「今、声を聞かせて」（若竹千佐子『かっかどるどるどぅ』書評）[5] - 『文藝』2023年秋季号
- 「ずっと上の空で過ごしている」 - 『文藝』2024年春季号
- 「未知なる贈り物」 - 『新潮』2024年10月号
- 「言葉を尽くして、無言を描く」（小川洋子『サイレントシンガー』書評） - 『新潮』2025年9月号